# Zmienna lokalna
Zmienna lokalna – zmienna zdefiniowana i dostępna wyłącznie w określonym bloku programu, tworzona w momencie wejścia do tego bloku oraz usuwana z pamięci w momencie wyjścia z danego bloku. Tym samym zasięg zmiennej lokalnej oraz czas jej życia pokrywają się i obejmują blok, w którym zmienna lokalna jest zdefiniowana. Zmienna lokalna ma więc określony, ograniczony zakres istnienia i dostępności. 
To w jakich blokach programowych można tworzyć zmienne lokalne definiuje składnia konkretnego języka programowania. Typowymi blokami, w których można w różnych językach programowania tworzyć zmienne lokalne, są moduły, podprogramy oraz w pewnych językach programowania także instrukcje blokowe (lub inne instrukcje strukturalne, np. pętla for w języku C i inne). 
Zmienna lokalna w danym bloku przesłania zdefiniowaną zmienną globalną lub zmienną lokalną z bloku nadrzędnego o tym samym identyfikatorze. Tym samym programista nie może wprost, za pomocą danego identyfikatora, w bloku o zdefiniowanej zmiennej lokalnej, odwołać się do zmiennej zewnętrznej o tym samym identyfikatorze co zdefiniowana zmienna lokalna, choć może to zrobić za pomocą innych konstrukcji, jeżeli są dostępne w danym języku programowania, np. selekcja, wskaźnik, przemianowanie, nakładanie zmiennych lub inne.

## Przykłady deklaracji zmiennych lokalnych

### C[1][2][3],C++[3]
```
int
 
func
(
int
 
x
)

 
{

   
/* zmienna lokalna w podprogramie */

   
int
 
y
;

   
...

   
{

     
/* zmienna lokalna

        w instrukcji blokowej */

     
int
 
z
;

     
...

   
}

 
}

```

### Pascal[4][5]
```
function
 
func
(
x
:
 
integer
)
:
 
integer
;

{zmienna lokalna w podprogramie}

var
 
y
:
 
integer
;

begin

   
...

   
begin

     
{ brak możliwości deklaracji zmiennej

       lokalnej w instrukcji grupującej }

     
...

   
end

end
;

```

### PL/I[6][7]
```
func: PROC(X) RETURNS(FIXED(5,0));
  DCL X FIXED(5,0);
  /* zmienna lokalna w podprogramie */
  DCL Y FIXED(5,0);
  ...
  BEGIN
     /* zmienna lokalna
        w instrukcji blokowej */
     DCL Z FIXED(5,0);
     ...
  END;
END func;

```

## Porównanie z innymi rodzajami zmiennych
Jak wyżej zaznaczono zmienna lokalna tworzona jest przy wejściu do bloku i usuwana wraz z wyjściem z bloku. W bloku takim mogą być także tworzone zmienne statyczne. Różnica pomiędzy takimi zmiennymi a zmiennymi lokalnymi jest taka, że zmienne statyczne nie są usuwane z pamięci przy wyjściu z bloku tak jak to ma miejsce w odniesieniu do zmiennych lokalnych, ale przechowują aktualną wartość do następnego wejścia do bloku (mimo że są niedostępne w bloku zewnętrznym, tak jak zmienne lokalne). Oznacza to, że jeżeli w danym bloku zdefiniowane będą dwie zmienne: jedna lokalna, a druga statyczna, i zostaną one zainicjowane w ich definicjach, to przypisanie wartości inicjującej do zmiennej lokalnej nastąpi za każdym razem przy wejściu do danego bloku, a do zmiennej statycznej tylko raz przy pierwszym wejściu do danego bloku.
| element                        | zmienna lokalna | zmienna statyczna | zmienna globalna |
| ------------------------------ | --- | --- | --- |
| kod źródłowy                   | #include "stdio.h" int x; int plus(int liczba) { int x=10; x=x+liczba; printf("Wynik: %d\n",x); return x; } int main() { x=1; /* bez znaczenia */ x=plus(1); x=plus(2); x=plus(3); return 0; } | #include "stdio.h" int x; int plus(int liczba) { static int x=10; x=x+liczba; printf("Wynik: %d\n",x); return x; } int main() { x=1; /* bez znaczenia */ x=plus(1); x=plus(2); x=plus(3); return 0; } | #include "stdio.h" int x; int plus(int liczba) { /* brak zmiennej lokalnej */ x=x+liczba; printf("Wynik: %d\n",x); return x; } int main() { x=1; x=plus(1); x=plus(2); x=plus(3); return 0; } |
| wyniki wyprowadzone na konsolę | Wynik: 11 Wynik: 12 Wynik: 13 | Wynik: 11 Wynik: 13 Wynik: 16 | Wynik: 2 Wynik: 4 Wynik: 7 |

## Zmienne lokalne w językach programowania
| Język programowania      | moduł | podprogram | instrukcja blokowa | inne      |
| ------------------------ | ----- | ---------- | ------------------ | --------- |
| Basic (wersje pierwotne) | N     | N          | N                  | N         |
| C, C++                   | T     | T          | T                  | pętla for |
| Pascal                   | N     | T          | N                  | N         |
| PL/I                     | T     | T          | T                  | N         |
| Turbo Pascal             | T     | T          | N                  | N         |